# Maurice Périsset
Pour les articles homonymes, voir Périsset.
Œuvres principales
- Périls en la demeure

Maurice Périsset est un écrivain et éditeur français, né le 5 juillet 1920 à Montélimar (Drôme), mort le 12 novembre 1999 à Hyères (Var). Il a fondé et dirigé les éditions PAC (éditions).

## Biographie
Maurice Périsset a écrit de nombreux poèmes, biographies, pamphlets, romans, sous différents pseudonymes : Éric Alba, Stéphane Alba, Jean-Marc Perry, Michel Perry, Dominique Silve, Hubert Torrey.
Ses premiers poèmes sont publiés par Jean Bouhier à l'enseigne de l'École de Rochefort.
Outre son activité littéraire, il a été éditeur et libraire. En 1953, il a dirigé avec René Poscia la collection Sexy Noire aux éditions Roger Seban. Périls en la demeure obtient le Prix du Quai des Orfèvres en 1983, Catafalque pour une star le Prix du suspens français en 1985.
Maurice Périsset fut aussi le fondateur, en 1965, toujours avec la complicité de son ami René Poscia, du Festival international du jeune cinéma de Hyères, ville dont il deviendra l'adjoint délégué à la culture.

## Publications
(liste sélective )

### Romans
- Laissez les filles au vestiaire, Éditions C.P.E., 1950.
- Corps interdits, 1954, Éditions la Salamandre, Rodez.
- Chair cruelle, Éditions Roger Seban, coll. « Sexy-noire », 1954.
- Le Jeu de Satan, Galliera, coll. « Bibliothèque de l'étrange » no 3, 1972.
- Les Proies immobiles, Éditions Monnet, coll. « Terrific », no 8,  1974; réédition sous le titre: L'Oiseau de proie sous le pseudonyme de Hubert Torrey, Éditions Graphic-Service SEF, coll. « Terrific », no 2, 1978.
- Le Festin des louves, Edito-Service S.A., 1983.
- Périls en la demeure, Fayard, 1982. — Rééd. J'ai Lu, 1987.
- Gibier de passage, Editions du Rocher, 1988
- Les Maîtresses du jeu, J'ai Lu, 1989
- Le Banc des veuves, J'ai Lu, 1989
- Deux trous rouges au côté droit, Régine Deforges, 1988.
- Les Noces de haine, J'ai Lu, 1990. — Rééd. Éditions du Rocher, coll. « coup de cœur », Monaco, novembre 1999  (ISBN 2-268-03430-5).
- Avec vue sur la mort, Éditions Hermé, 1991.
- Les collines nues, Éditions de l'Orbe, 1991.
- Les Statues d'algues, Milan, 1993.
- Nuits sanglantes, Éditions de la Voûte, 1997.
- Et plus si affinité..., Blanc, coll. « Noire », Toulon, octobre 1998, 172 p.  (ISBN 2-84397-024-5).

### Biographies
- Raimu, Denoël, 1972
- Gérard Philipe, éditions Jean-Pierre Ollivier, 1975
- Marilyn Monroe : sa vie, ses films et son mystère, Garancière, 1985
- Simone Signoret, J'ai Lu, 1988
- Gérard Philippe, J'ai Lu, 1989
- Jean Gabin, J'ai Lu, 1990

### Documents
- À bas le cinéma, vive le cinéma, PAC, 1974
- Plus jamais d'échafaud : les dossiers noirs de la peine de mort, Alain Lefeuvre, coll. "Plaidoyer", 1978, 334 p.
- Les Intrépides et le secret de la villa bleue, Dargaud, 1982
- Les Intrépides et le film interrompu, Dargaud, 1983
- Panorama du polar français contemporain, Éditions de l'Instant, 1986
- L'Énigme Christian Ranucci, Fleuve Noir, 1994
- La comtesse de sang : Erzebeth Bathory, 1560-1614
  - Paris : Pygmalion, coll. "Bibliothèque infernale", avril 2001, 253 p.  (ISBN 2-85704-700-2)
  - Paris : Pocket n° 1722, 07/2003, 255 p.  (ISBN 2-266-11950-8)

### Roman jeunesse
- Les Six Compagnons à l'affût (série Les Six Compagnons). Paris : Hachette Jeunesse, coll. « Bibliothèque verte » no 173, 1988, 155 p.  (ISBN 2-01-014280-2)
- Les Six Compagnons et les Caïmans roses (série Les Six Compagnons). Paris : Hachette jeunesse, coll. « Bibliothèque verte »), 1994, 186 p.  (ISBN 2-01-209267-5)

### Dramatiques radio
- Pièces à conviction. Turquant : Cheminements, coll. "La perle noire" n° 5, octobre 1999, 385 p.  (ISBN 2-84478-021-0). NB : les 11 pièces de ce recueil ont été diffusées à partir de 1984 dans l'émission de François Galbeau, Les tréteaux de la nuit sur France Inter.

## Postérité
- L'auditorium de la Médiathèque Saint-John Perse de la ville de Hyères porte son nom depuis le 15 novembre 2013.